# آموزگار کودکان

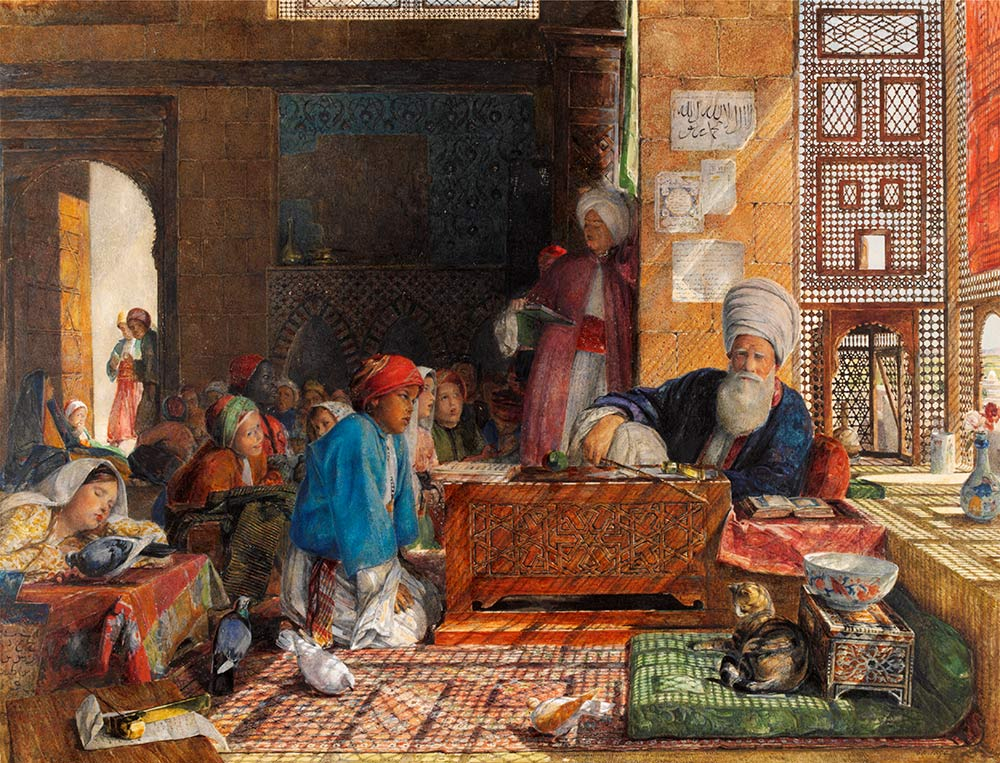
نگاره‌ای از فضایی آموزشی در قاهرهٔ سده نوزدهمی

آموزگار کودکان (به عربی: معلم الصبيان) یا معلّمِ مکتب که پرورشگر (به عربی: المؤدِّب، المُکَتِّب) نیز نامیده می‌شدند، پیشه‌ای برابر با آموزگار دبستان کنونی بود. به آموزگاران ابتدایی در سده‌های میانه اسلامی گفته می‌شود و گاهی به همهٔ آموزگاران تا پیش از برپایی آموزشگاه‌های نوین به‌جای مدرسه‌های سنتی گفته می‌شود. 